# Albert von Escher
Pour les articles homonymes, voir Escher.
Albert von Escher, né le 20 mai 1833 à Zurich et mort le 16 mai 1905 à Genève, est un artiste peintre aquarelliste suisse. Il était par ailleurs major d'infanterie.

## Source
- Collection Albert von Escher de Bibliothèque Am Guisanplatz, 890 aquarelles numérisée
- « Albert von Escher », sur SIKART Dictionnaire sur l'art en Suisse.